# بیدرفش
بیدِرَفش از پهلوانان لشکر ارجاسب شاه توران در دوران شاهی گشتاسپ است. او در جنگ دینی ایرانیان با تورانیان زریر برادر گشتاسپ را کشت و خود نیز در آن جنگ به دست اسفندیار کشته شد. بیدرفش به معنی بی‌تابش و بی‌نور است.
وصف شاهنامه از بیدرفش:
| جدا کرد از خلّخی سی‌هزار  |  | جهان آزموده، نبرده سوار       |
| فرستادشان سوی آن بیدرفش |  | که کوس مهین داشت و رنگین درفش |

## بیدرفش در شاهنامه
در شاهنامه فردوسی اولین بار زمانی از بیدرفش نام برده می‌شود که ارجاسب نامه ای به گشتاسب می‌نویسد و نامه را به بیدرفش و نام‌خواست می‌دهد تا به دست گشتاسب برسانند در این نامه از گشتاسب می‌خواهد که از زرتشت روی بگرداند و در غیر اینصورت گشتاسب را تهدید به نابودی می‌کند.
| برین ایستادند ترکان چین    |  | دو تن نیز کردند زیشان گزین  |
| یکی نام او بیدرفش بزرگ     |  | گوی پیر و جادو ستنبه سترگ   |
| دگر جادوی نام او نام خواست |  | که هرگز دلش جز تباهی نخواست |
| یکی نامه بنوشت خوب و هژیر  |  | سوی نامور خسرو و دین پذیر   |

بعد از کشته شدن گرامی، زریر برادر گشتاسپ است که دو هفته در میدان نبرد از خود شجاعت نشان می‌داد.
 
| دو هفته برآمد براین کارزار  |  | که همزمان همی تیره‌تر گشت کار |
| به پیش اندر آمد نَبَرده زریر  |  | سمندی بزرگ اندر آورده زیر    |
| به لشکرگه دشمن اندر فتاد    |  | چو اندر گیا آتش و تیز باد    |
| همی کشت زیشان همی خوابنید   |  | مر او را نه استاد هرکش بدید  |
| چو ارجاسپ دانست کان پور شاه |  | سپه را همی کرد خواهد تباه    |
| بدان لشکر خویش آواز داد     |  | که چونین همی داد خواهید داد  |
| دو هفته برآمد برین بر درنگ  |  | نبینم همی روی فرجام جنگ      |
| بکردند گردان گشتاسپ شاه     |  | بسی نامداران لشکر تباه       |
| کنون اندر آمد میانه زریر    |  | چو گرگ دژآگاه و شیر دلیر     |
| بکشت او همه پاک مردان من    |  | سرافراز گردان و ترکان من     |
| یکی چاره باید سگالیدنا      |  | و گرنه ره ترک مالیدنا        |
| برین گر بماند زمانی چنین    |  | نه ایتاش ماند نه خلخ نه چین  |
| کدامست مرد از شما نام خواه  |  | که آید پدید از میان سپاه     |

که ارجاسب با دیدن دلاوری‌های زریر از لشکرش به دنبال داوطلب برای مبارزه با او می‌گردد، و به داوطلب وعده ازدواج با دختر خود و گنج می‌دهد اما کسی داوطلب نمی‌شود تا اینکه بار سوم بیدرفش خواستار مبارزه می‌شود اما چون توانایی مقابله با زریر را نداشت به کمین نشسته و پنهانی بر زریر ژوبینی زهردار پرتاب می‌کند و او را از اسب برزمین می‌زند و سلاح و اسب و درفش او را صاحب می‌شود.
| کدامست مرد از شما چیره‌دست      |  | که بیرون شود پیش این پیل مست     |
| هرآن کو بدان گُردکش یازدا       |  | مر او را از آن باره بندازدا      |
| چو بخشنده‌ام بیش بسپارمش        |  | کلاه از بر چرخ بگذارمش           |
| همیدون نداد ایچ کس پاسخش       |  | بشد خیره و زرد گشت آن رخش        |
| سه بار این سخن را بریشان براند |  | چو پاسخ نیامدش خامش بماند        |
| بیامد پس آن بیدرفش سترگ        |  | پلید و بد و جادوی و پیر گرگ      |
| به ارچاسپ گفت ای بلند آفتاب    |  | به زور و به تن همچو افراسیاب     |
| به پیش تو آوردم این جان خویش   |  | سپر کردم این جان شیرینتْ پیش      |
| شوم پیش آن پیل آشفته مست       |  | گر ایدونک یابم بر آن پیل دست     |
| به خاک افگنم تنشْ ای شهریار     |  | مگر بر دهد گردش روزگار           |
| ازو شاد شد شاه و کرد آفرین     |  | بدادش بدو بارهٔ خویش و زین        |
| بدو داد ژوپین زهرآبدار         |  | که از آهنین کوه کردی گذار        |
| چو شد جادوی زشت ناباکدار       |  | سوی آن خردمند گُرد سوار           |
| چو از دور دیدش برآورد خشم      |  | پر از خاک روی و پر از خون دو چشم |
| به دست اندرون گرز چون سام یل   |  | به پیش اندرون کشته چون کوه تل    |
| نیارست رفتنش بر پیش روی        |  | ز پنهان همی تاخت بر گرد اوی      |
| بینداخت ژوپین زهرابدار         |  | ز پنهان بر آن شاهزاده سوار       |
| گذاره شد از خسروی جوشنش        |  | به خون غرقه شد شهریاری تنش       |
| ز باره درافتاد پس شهریار       |  | دریغ آن نکو شاهزاده سوار         |
| فرود آمد آن بیدرفش پلید        |  | سلیحش همه پاک بیرون کشید         |
| سوی شاه چین برد اسپ و کمرش     |  | درفش سیه افسر پرگهرش             |

جنگ بیدرفش با اسفندیار بسیار کوتاه در شاهنامه فردوسی آمده است. این بخش از شاهنامه توسط دقیقی سروده شده است، و فاقد فضا سازی هنرمندانه فردوسی است. بستور به انتقام خون پدر به جنگ بیدرفش می‌رود، در حالی که بیدرفش اسب زریر را سوار و زره جنگی زریر را پوشیده است. که اسفندیار به یاری بستور می‌شتابد و بیدرفش را از پای درمی‌آورد و اسب و باره و سر بیدرفش را با خود برمی‌گرداند:
| چو سالار چین دید بستور را    |  | کیان زاده آن پهلوان پور را  |
| به لشکر بگفت این که شاید بدن |  | کزین سان همی نیزه داند زدن  |
| بکشت از تگینان من بی‌شمار     |  | مگر گشت زنده زریر سوار      |
| که نزد من آمد زریر از نخست   |  | برین سان همی تاخت باره درست |
| کجا رفت آن بیدرفش گزین       |  | هم‌اکنون سوی منش خوانید هین  |
| بخواندند و آمد دمان بیدرفش   |  | گرفته به دست آن درفش بنفش   |
| نشسته بران بارهٔ خسروی        |  | بپوشیده آن جوشن پهلوی       |
| خرامید تا پیش لشکر ز شاه     |  | نگهبان مرز و نگهبان گاه     |
| گرفته همان تیغ زهر آبدار     |  | که افگنده بد آن زریر سوار   |
| بگشتند هر دو به ژوپین و تیر  |  | سر جاودان ترک و پور زریر    |
| پس آگاه کردند زان کارزار     |  | پُس شاه را فرخ اسفندیار      |
| همی تاختش تا بدیشان رسید     |  | سر جاودان چون مر او را بدید |
| برافگند اسپ از میان نبرد     |  | بدانست کش بر سر افتاد مرد   |
| بینداخت آن زهر خورده بروی    |  | مگر کس کند زشت رخشنده روی   |
| نیامد برو تیغ زهر آبدار      |  | گرفتش همان تیغ شاه استوار   |
| زدش پهلوانی یکی بر جگر       |  | چنان کز دگر سو برون کرد سر  |
| چو آهو ز باره درافتاد و مرد  |  | بدید از کیان زادگان دستبرد  |
| فرود آمد از باره اسفندیار    |  | سلیح زریر آن گزیده سوار     |
| ازان جادوی پیر بیرون کشید    |  | سرش را ز نیمه‌تن اندر برید   |
| نکو رنگ بارهٔ زریر و درفش     |  | ببرد و سر بی‌هنر بیدرفش      |